# 학성군
학성군(鶴城郡)은 조선민주주의인민공화국 함경북도에 있었던 행정 구역이다.

## 연혁
- 1941년 성진군 성진읍이 성진부로 승격되어 분리되고, 성진군을 학성군으로 개칭.
- 1953년 학성군에서 김책군으로 개칭.
- 1961년 김책시와 김책군이 통합하여 김책읍은 학성동으로 개편했다.